# Neocompsa squalida
Neocompsa squalida är en skalbaggsart som först beskrevs av Thomson 1867. Neocompsa squalida ingår i släktet Neocompsa och familjen långhorningar.
Artens utbredningsområde är:
- Costa Rica.
- El Salvador.
- Guatemala.
- Honduras.
- Nicaragua.
- Panama.
- Venezuela.

Inga underarter finns listade i Catalogue of Life.